# Maxime Busi
Maxime Busi (Luik, 14 oktober 1999) is een Belgisch voetballer, die doorgaans speelt als rechtsachter. Hij verruilde Sporting Charleroi in oktober 2020 voor Parma FC. In januari 2022 werd Busi verhuurd aan Stade de Reims voor een half seizoen.

## Spelerscarrière
Busi doorliep de jeugdreeksen van Royal Football Club Ivoz, Standard Luik en STVV. In de zomer van 2018 werd Busi overgenomen door Sporting Charleroi en maakte deel uit van het eerste elftal. Op 9 februari 2019 maakte Busi zijn debuut in de Eerste klasse A in de thuiswedstrijd tegen KV Oostende. Van coach Felice Mazzu mocht hij de wedstrijd, die eindigde op 1–1, volledig uitspelen. In zijn eerste seizoen in Eerste klasse klokte hij af op tien officiële wedstrijden: negen in de competitie, één in de Beker van België.Het seizoen daarop werd Busi een vaste waarde in het basiselftal van trainer Karim Belhocine. 

### Parma
Tijdens de wintertransferperiode van 2020 stond Busi in de belangstelling van Torino FC, maar de verdediger liet de interesse varen en verlengde kort daarop zijn contract bij Charleroi tot 2024. In oktober van dat jaar vertrok Busi echter alsnog naar Italië, hij ging spelen bij Parma. In januari 2022 werd Busi verhuurd aan Stade de Reims voor de rest van het seizoen.

### Stade de Reims
Tijdens de verhuurdperiode van een halfjaar speelde Busi 19 wedstrijden voor Stade de Reims, waarin hij één keer scoorde. In de zomer van 2022 nam de Franse club hem definitief over. De verdediger kreeg in eerste instantie veel speeltijd, maar kampte met veel blessures. In het seizoen 2023/24 kwam hij slechts vijf keer in actie; in het seizoen 2024/25 helemaal niet meer.

### NAC Breda
In januari 2025 maakte Busi de overstap naar NAC Breda. Hij is een vaste waarde in de Bredase verdediging.

## Interlandcarrière
In augustus 2019 werd Busi voor het eerst opgeroepen bij de Belgische beloften voor de EK-kwalificatiewedstrijd tegen Wales. Op 10 oktober 2019 kreeg hij tegen Bosnië en Herzegovina zijn eerste speelminuten.

## Clubstatistieken
| Seizoen                        | Club               | Competitie      | Competitie | Competitie | Competitie | Beker | Beker | Beker | Europa | Europa | Europa | Totaal | Totaal | Totaal |
| Seizoen                        | Club               | Competitie      | Wed.       | Dlp.       | Ass.       | Wed.  | Dlp.  | Ass.  | Wed.   | Dlp.   | Ass.   | Wed.   | Dlp.   | Ass.   |
| ------------------------------ | ------------------ | --------------- | ---------- | ---------- | ---------- | ----- | ----- | ----- | ------ | ------ | ------ | ------ | ------ | ------ |
| 2018/19                        | Sporting Charleroi | Eerste klasse A | 9          | 0          | 0          | 1     | 0     | 0     | —      | —      | —      | 10     | 0      | 0      |
| 2019/20                        | Sporting Charleroi | Eerste klasse A | 21         | 0          | 0          | 3     | 0     | 0     | —      | —      | —      | 24     | 0      | 0      |
| 2020/21                        | Sporting Charleroi | Eerste klasse A | 7          | 0          | 1          | 0     | 0     | 0     | 2      | 0      | 0      | 9      | 0      | 1      |
| Club Totaal                    | Club Totaal        | Club Totaal     | 37         | 0          | 1          | 4     | 0     | 0     | 2      | 0      | 0      | 43     | 0      | 1      |
| 2020/21                        | Parma FC           | Serie A         | 24         | 0          | 1          | 2     | 0     | 1     | —      | —      | —      | 26     | 0      | 2      |
| 2021/22                        | Parma FC           | Serie B         | 6          | 0          | 0          | 0     | 0     | 0     | —      | —      | —      | 6      | 0      | 0      |
| Club Totaal                    | Club Totaal        | Club Totaal     | 30         | 0          | 1          | 2     | 0     | 1     | 0      | 0      | 0      | 32     | 0      | 2      |
| 2021/22                        | Stade de Reims     | Ligue 1         | 18         | 1          | 0          | 1     | 0     | 0     | —      | —      | —      | 19     | 1      | 0      |
| 2022/23                        | Stade de Reims     | Ligue 1         | 21         | 0          | 1          | 3     | 0     | 1     | 0      | 0      | 0      | 24     | 0      | 2      |
| 2023/24                        | Stade de Reims     | Ligue 1         | 5          | 0          | 0          | 1     | 0     | 0     | 0      | 0      | 0      | 6      | 0      | 0      |
| Club Totaal                    | Club Totaal        | Club Totaal     | 28         | 0          | 1          | 4     | 0     | 1     | 0      | 0      | 0      | 32     | 0      | 2      |
| 2024/25                        | NAC Breda          | Eredivisie      | 2          | 0          | 0          | 0     | 0     | 0     | 0      | 0      | 0      | 2      | 0      | 0      |
| TOTAAL                         | TOTAAL             | TOTAAL          | 113        | 1          | 3          | 11    | 0     | 2     | 2      | 0      | 0      | 126    | 1      | 5      |
| Bijgewerkt op 19 januari 2025. |                    |                 |            |            |            |       |       |       |        |        |        |        |        |        |

1 Kortsmit ·
2 Lucassen ·
4 Kemper ·
5 Van den Bergh  ·
6 Staring ·
7 Garbett ·
8 Leemans ·
9 Kostorz ·
10 Ómarsson ·
11 Paula ·
12 Greiml ·
14 Kaied ·
15 Mahmutović ·
16 Balard ·
17 Kuijpers ·
18 Van Reeuwijk ·
19 Fernandes ·
20 Oldrup Jensen ·
23 Kongolo ·
25 Valerius ·
28 Mol ·
29 Van Hooijdonk ·
30 Versluis ·
31 Lamprou ·
37 Van Lare ·
39 Janošek ·
44 Busi ·
55 Sowah ·
77 Sauer ·
99 Bielica ·
Coach: Hoefkens
· Assistent-trainer: Güvenç
· Assistent-trainer: Kaczmarek
· Keeperstrainer: Babos